# Phitryonus
Phitryonus is een kevergeslacht uit de familie van de boktorren (Cerambycidae). De wetenschappelijke naam van het geslacht werd voor het eerst geldig gepubliceerd in 1903 door Fairmaire.

## Soorten
Phitryonus omvat de volgende soorten:
- Phitryonus cyanipennis Fairmaire, 1903
- Phitryonus luteicornis Villiers, Quentin & Vives, 2011